# Мала Корабельна
Мала Корабельна — річка в Україні, в межах Братського і Арбузинського районів Миколаївської області. Ліва притока Корабельної (басейн Південного Бугу). 

## Гідрографія
Довжина 25 км, площа водозбірного басейну 182 км². Похил річки 3,1 м/км. Долина завширшки до 2 км, завглибшки до 50 м. Річище слабозвивисте, його пересічна ширина — 2 м. Споруджено чимало ставків. Використовується у сільському господарстві.

## Розташування
Бере початок на північно-східній околиці с. Тимофіївки. Тече спершу на південний захід, у середній течії різко повертає на захід. 
Кількість населених пунктів вздовж берегової смуги — 5. Кількість гребель (водосховищ) — 16.
На захід від села Любоіванівки впадає до Корабельної (зливається з річкою Великою Корабельною, даючи початок Корабельній).